# Julio Chevalier
Júlio Chevalier, MSC, (Richelieu, 15 de março de 1824 - Issoudun, 21 de outubro de 1907) foi um padre católico francês, fundador das Congregações dos Missionários do Sagrado Coração de Jesus e das Filhas de Nossa Senhora do Sagrado Coração e é também tido como fundador das Irmãs Missionárias do Sagrado Coração de Hiltrup e do grupo que atualmente é conhecido como Leigos da Família Chevalier.

## Os primeiros anos

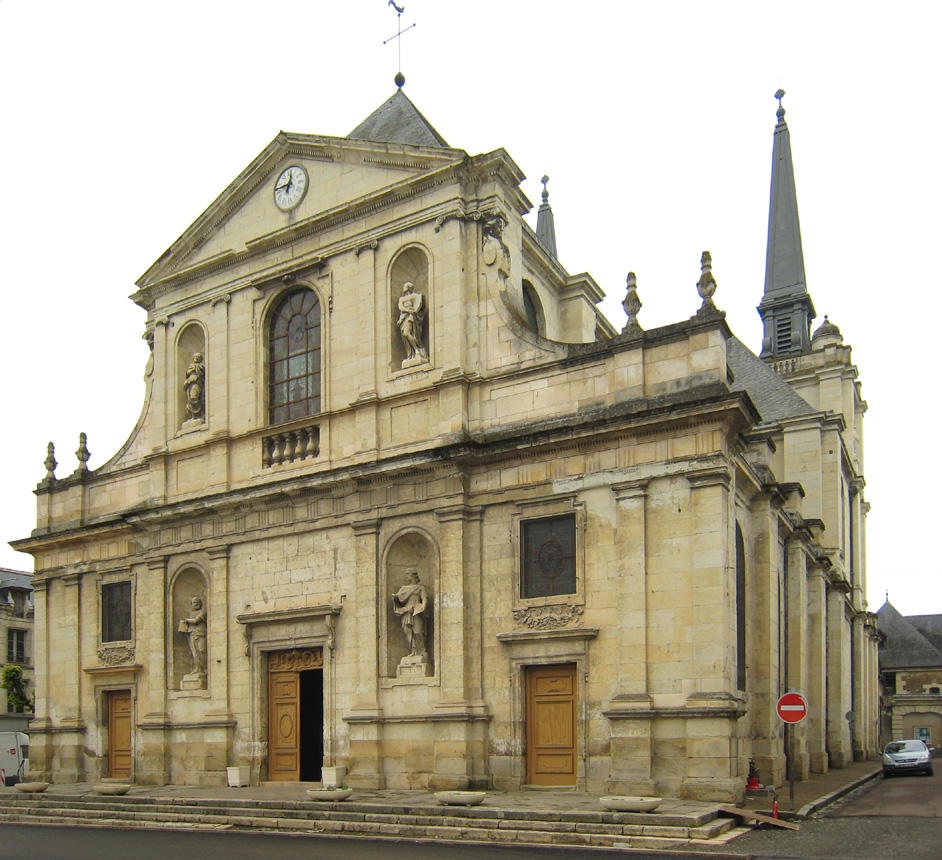
Igreja de Richelieu

Júlio Chevalier nasceu em Turene (França), no pequeno povoado de Richelieu (Indre-et-loire), no dia 15 de março de 1824 e foi batizado no dia seguinte, com o nome de João Júlio. Era o terceiro filho. Seus pais eram cristãos e muito honestos, de uma família marcada por uma grande piedade. Sem serem ricos, gozavam de um modesto bem-estar, e o trabalho, a disciplina e a economia faziam prever dias ainda melhores. Já sonhavam com um futuro promissor para os filhos, mas infelizmente não contavam com a doença e os revezes que, efetivamente, lhes sobrevieram, tornando as coisas mais difíceis. 
Ele aprendeu muito com seus pais. Sua mãe era muito religiosa e o educou com valores humanos e cristãos, aprendeu dela o bom humor; já do pai herdou o gênio impetuoso. 
Em 1836, aos doze anos de idade, manifestou aos seus pais o desejo de tornar-se padre. Naquele tempo, a família precisava custear os estudos de um jovem que quisesse ser padre. Vivendo em situação econômica muito difícil, a mãe de Chevalier teve de explicar-lhe que não era possível realizar aquele desejo, pois não tinham condições financeiras para tanto. Desse modo, o jovem Chevalier decidiu arrumar um emprego o quanto antes, afim de juntar dinheiro para que pudesse realizar seu sonho de ser padre. Não demorou muito e logo começou a trabalhar como aprendiz de sapateiro.
Desse modo conseguiu iniciar seus estudos de forma um pouco independente, vivendo ainda com seus pais, trabalhando na sapataria e indo tomar aulas de latim com um padre das redondezas. Ainda menino, mas com a responsabilidade de um homem, enfrentou a dupla tarefa de aprender um ofício e de se preparar para o sacerdócio. Era aproximadamente 7 quilômetros que Júlio Chevalier tinha que andar para poder frequentar as aulas. Aos 17 anos, um pouco tarde para a época, finalmente entra para o seminário e vai conviver com rapazes quatro ou cinco anos mais novos. Em seu tempo de seminário Júlio Chevalier foi considerado um seminarista “virtuoso, sincero, trabalhador e piedoso”. 
Chegando nos anos finais de seus estudos, durante o seu tempo de preparação para a ordenação sacerdotal, Chevalier ficou profundamente impressionado pela doutrina da encarnação, que afirma a tomada da condição humana por Deus, em Jesus Cristo. Chevalier, ao dar-se conta de que Deus se fez próximo da humanidade dessa maneira, e que a todos tratava com afeto, acolhida e misericórdia, encantou-se com a perspectiva de que Deus realmente tivesse um coração humano. Isso, somado à devoção ao Coração de Jesus já muito difundida na França de seu tempo, o fez desejar criar um grupo que se dedicasse a apresentar ao mundo a imagem do Deus que aproxima-se da humanidade com misericórdia. Imagem que contrastava com a de um Deus rigoroso e distante, muito comum à época. Essas ideias ele as compartilhou com outros colegas, ainda no seminário, chegando mesmo a criar um pequeno grupo de seminaristas ("Cavaleiros do Sagrado Coração"), que se dedicava a cultivar a devoção ao Coração de Jesus, mas que ficou restrito apenas àqueles anos. Todas essas experiências iriam acabar por definir as escolhas e o futuro do jovem Júlio Chevalier. 

## Ordenado Padre
Transcorrido o tempo da formação, Chevalier finalmente é ordenado padre aos 14 de junho de 1851. Em seguida, recebeu sua primeira nomeação como padre: vigário paroquial em Ivoy-le-Pré, onde ficou por sete meses. Em seguida, foi transferido para Châtillon-sur-Indre, também como vigário paroquial, onde permaneceu por um ano e meio. Depois, foi transferido para Aubigny-sur-Nère. Após o tempo previsto neste último lugar, foi transferido para Issoudun, cidade na qual sua vida acabaria por mudar totalmente. 
O tempo passado nessas localidades acabou por moldar seu modo de ser. Seus paroquianos afirmavam sobre o Pe. Chevalier que: “tinha todo tempo disponível para quem dele se aproximava”, e que seu sorriso iluminava todo seu semblante, cativava pelo encanto de sua pessoa e pela convicção de suas palavras, pois tinha a alma de um apóstolo. Um homem místico, com uma espiritualidade simples, atraído pelo amor do Coração de Cristo, envolto de ternura, compreendia muito bem a prática da caridade, e lucrava muito mais quando vinha temperada com uma dose de humor. Sentia-se constrangido quando alguém o elogiava, preocupava-se muito pouco com a aparência, mesmo depois de um de seus paroquianos ter deixado um pente e graxa de sapatos à porta de seu confessionário (fato que ele relatava com muito humor). Em grandes solenidades misturava-se com visitantes ilustres, tendo o barrete sobre a orelha e vestido como simples pároco rural.

## O fundador dos Missionários do Sagrado Coração

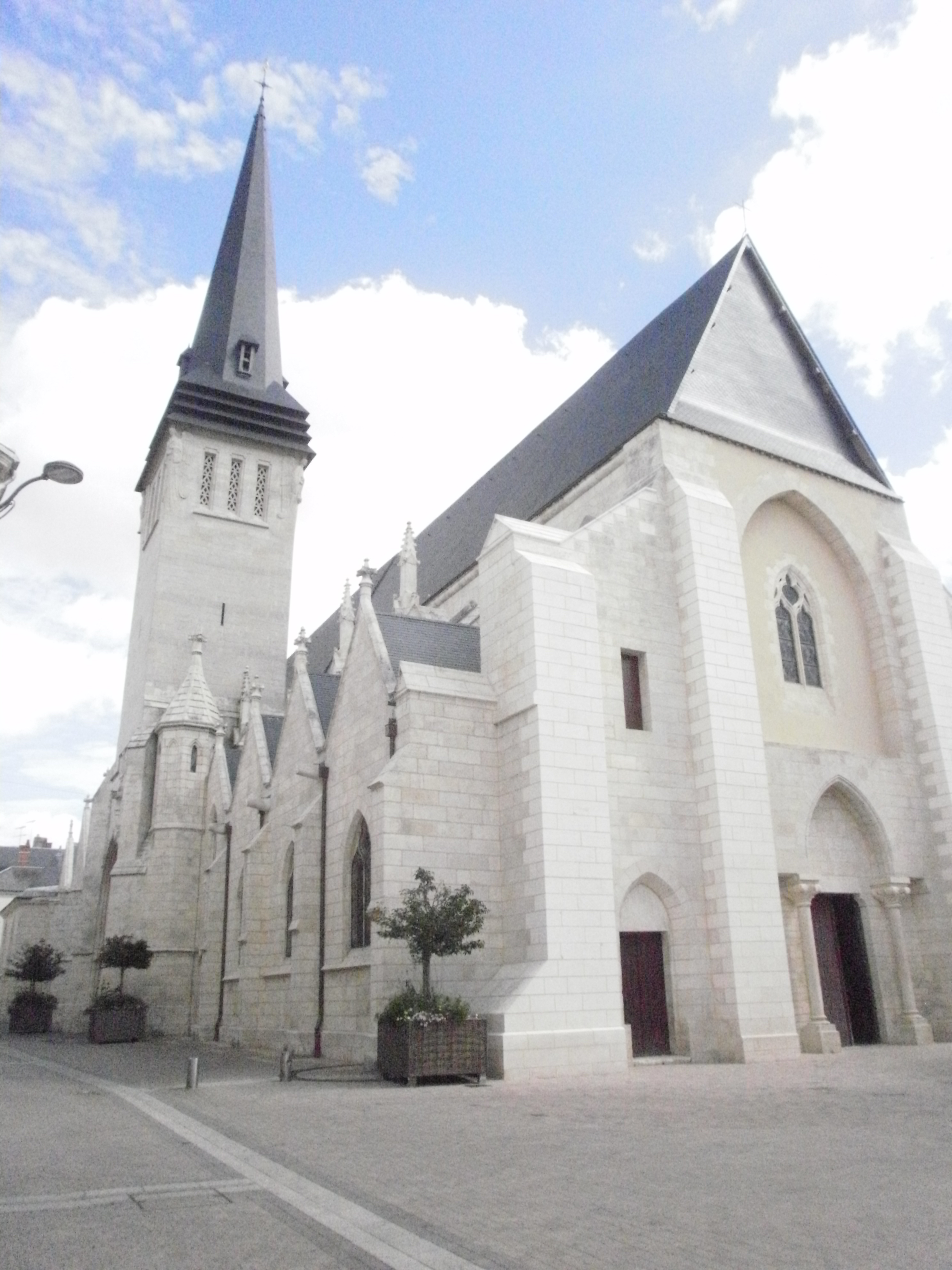
Igreja de Saint Cyr, onde Pe. Chevalier foi pároco

Júlio Chevalier, finalmente, é nomeado pároco da paróquia de Saint Cyr em Issoudun (Indre-et-Loire). Essa paróquia tinha a triste fama de ser a menos fervorosa da Diocese. Embora tivesse algo como 14 mil habitantes, à época, tinha as igrejas quase sempre vazias. Em outubro de 1854, Chevalier muda-se para esse lugar e ali encontra um ex-colega de seminário, o Pe. Emile Maugenest. Ao reencontrar o antigo colega de estudos, sente reacender o desejo de fundar um grupo de religiosos que dedicassem suas vidas a divulgar o Sagrado Coração. A partir de suas conversas, lembranças e planos, decidem fazer uma novena à Nossa Senhora, com a intenção de que ela mostrasse se era ou não da vontade de Deus que suas ideias de fundação de uma nova Congregação tivessem bom termo. Se fosse atendido, além da Fundação, daria a Maria um novo título, honrando-a de maneira particular na Congregação. 
A novena encerrou-se em 8 de dezembro de 1854, coincidindo com a Proclamação do Dogma da Imaculada Conceição, por Pio IX. Nesta ocasião, após a missa, o Pe. Chevalier recebeu a visita de um certo "Senhor Petit", que lhe informou que um "doador anônimo" queria fazer uma doação de 20 000 francos que deveria destinar-se à criação de uma obra missionária. O fundador interpretou isto como um sinal de Deus, considerando aquela data como sendo o início da Sociedade dos Missionários do Sagrado Coração.
Passado cerca de um ano, com autorização do bispo diocesano, Chevalier e Maugenest mudam-se para uma casa de campo abandonada, adquirida com o dinheiro da doação que haviam recebido e iniciam a vida em comunidade como Missionários do Sagrado Coração, adaptando o espaço que servira de estábulo e celeiro como primeira capela da comunidade.
As coisas foram se estruturando muito aos poucos e com muitas dificuldades. Entretanto, Chevalier não deixava de lado a confiança que tinha de que aquela obra não era sua, mas de Deus. Além disso, também sempre se lembrava da promessa que tinha feito à Nossa Senhora de que, se a Congregação realmente se estabelecesse, ele a honraria de maneira especial. Desse modo, em 1857, Pe. Chevalier finalmente apresenta aos confrades a ideia de um novo título mariano: "Nossa Senhora do Sagrado Coração", que viria a ser o nome com que a Virgem Maria seria chamada entre os religiosos de sua Congregação. 
A princípio, os Missionários do Sagrado Coração exerciam seu ministério auxiliando às paróquias, ajudando em sua missão, ensinando o catecismo, pregando retiros e missões paroquiais. A 25 de março de 1881, o Papa Leão XIII confia a Chevalier e a seus sacerdotes a evangelização do vicariato apostólico da Micronésia e Melanésia, dando os Missionários do Sagrado Coração a oportunidade de abrir-se às missões ad gentes.

## Fundador das Filhas de Nossa Senhora do Sagrado Coração
A ideia do Padre Chevalier era que deveria haver uma Congregação feminina com as mesmas características da masculina. E nisso ele colocou sua determinação. Com a ajuda daquela que ficará conhecida como Madre Maria Luisa Hartzer, uma viúva, cujos dois filhos logo se tornariam Missionários do Sagrado Coração, Chevalier conseguirá estabelecer a nova Congregação das Filhas de Nossa Senhora do Sagrado Coração, cuja fundação se deu em 30 de agosto de 1874.

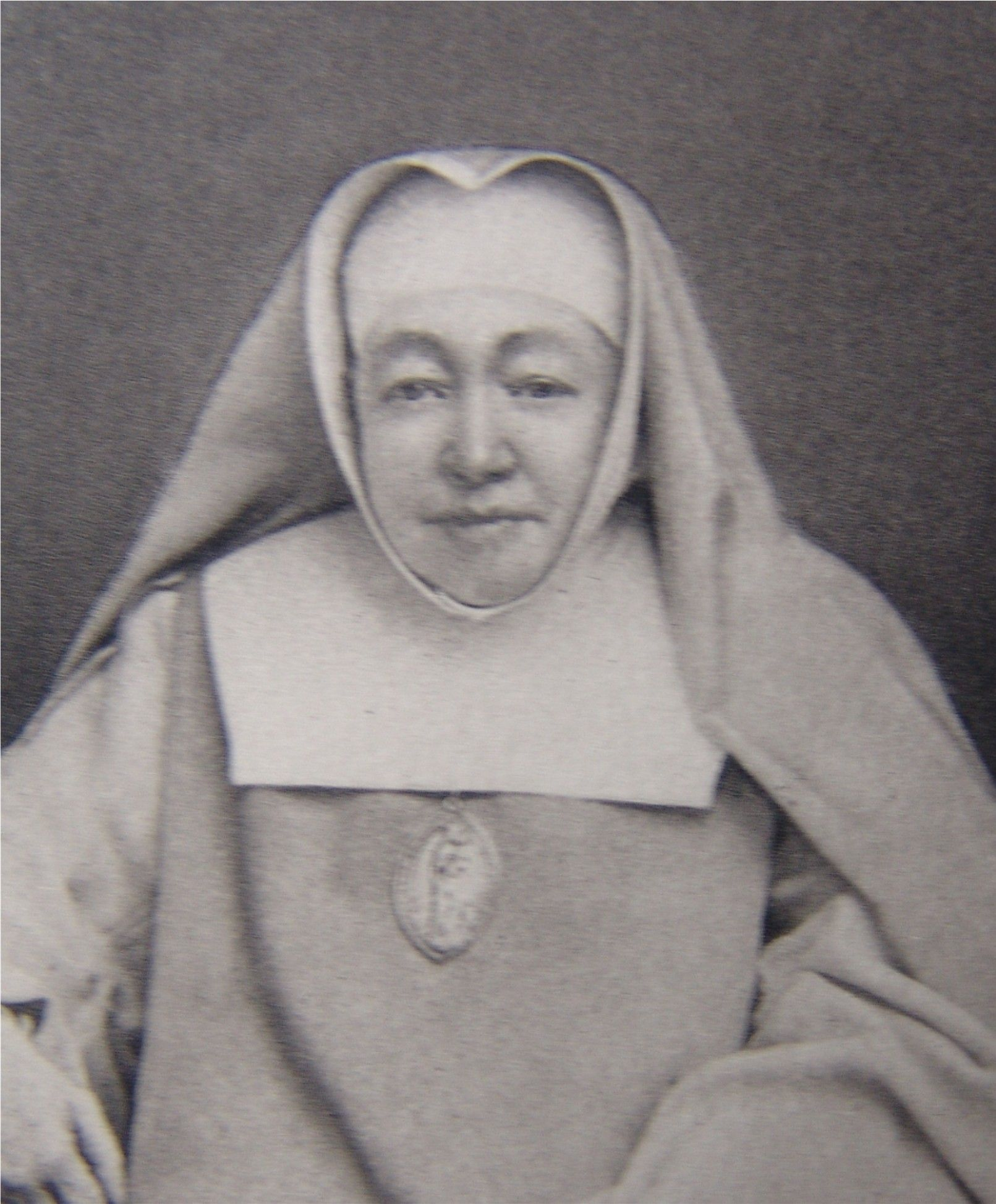
Madre Maria Luíza

A liderança espiritual que exerceu faz de Madre María Luisa Hartzer a verdadeira cofundadora das Filhas de Nossa Senhora do Sagrado Coração, dedicadas a difundir a devoção a Nossa Senhora do Sagrado Coração e o apostolado ativo. A educação dos jovens e o cuidado dos enfermos foram as primeiras metas propostas pelos fundadores. Mas a Providência tinha outros fins. E da Oceania, Monsenhor Navarre, M.S.C., imediatamente pede a 
ajuda das irmãs para a Missão. Nascerá o que mais tarde será um dos propósitos primordiais das Filhas de Nossa Senhora do Sagrado Coração. Cinco freiras partirão imediatamente para a Nova Guiné, seu primeiro campo missionário. Aí os empregos se multiplicaram: ensino, atendimento aos necessitados, creches, internatos...
A perseguição religiosa, que começou na França em 1880, e cujas leis proibiam a existência de Ordens e Congregações religiosas no país, obrigou Madre Hartzer a transferir suas filhas (1901) para outros países europeus (Suíça, Bélgica; mais tardia, Itália, Holanda, Irlanda...); e então América, África, Oceania..., onde rapidamente se apoderaram e se multiplicaram. Hoje é uma Congregação florescente, espalhada por todo o mundo e uma grande colaboradora na obra dos Missionários do Sagrado Coração, a cujo cuidado o Pe. Chevalier confiou as novas Irmãs em seu testamento.

## O fim da vida de Chevalier
Pe. Júlio Chevalier faleceu no dia 21 de outubro de 1907, sendo confortado com os últimos sacramentos da Igreja, com seus amigos e irmãos e uma multidão de paroquianos que choravam por ele, como se chora por um pai, e rogavam a ele como a um santo. No ano de 2011 foi aberto oficialmente “o reconhecimento pela Santa Sé de que não há impedimento na Causa de beatificação e canonização do Servo de Deus Padre Júlio Chevalier”.
As Congregações fundadas por Chevalier continuam a crescer e atualmente tem comunidades nos cinco continentes, servindo às Igrejas Locais nas mais variadas funções, procurando por em prática o lema recebido do fundador: "amado seja por toda parte o Sagrado Coração de Jesus", isto é, levar, através de todos os meios, em todos os lugares possíveis, o testemunho de que Deus tem Coração, que é todo amor, misericórdia e acolhida. 

## As Missionárias do Sagrado Coração e os Leigos da Família Chevalier
A Divina Providência valeu-se dos agentes humanos e da situação política das ilhas do Mar do Sul para suscitar a fundação das Irmãs Missionárias do Sagrado Coração. Assim, o Pe. Hubert Linckens, MSC foi indicado pelo Pe. Chevalier estabelecer uma congregação de Irmãs que compartilhassem o carisma e a espiritualidade dos Missionários do Sagrado Coração. O objetivo inicial da fundação era fornecer Irmãs alemãs para trabalhar na área da ilha da missão de Papua Nova Guiné que, naquela época, eram colônias recém-adquiridas sob o governo alemão. O governo colonial estava solicitando o envio de irmãs para as missões. As próprias irmãs estavam ansiosas para ir. Eles estavam continuamente declarando sua disposição de viajar para o sul do Pacífico. Mesmo tendo sido fundadas pelo Pe. Lickens, as Irmãs MSC tem o Pe. Chevalier como seu "fundador espiritual".

Também sempre foi intenção do Pe. Chevalier que houvesse pessoas leigas (que não são padres, nem freis ou freiras) que partilhassem da espiritualidade e da missão dos religiosos. Assim, nasceu a organização que, num primeiro momento, chamava-se de "Ordem Terceira do Sagrado Coração", mas que hoje, chama-se Leigos da Família Chevalier e congrega leigos e leigas que colaboram com a missão das três Congregações já citadas, que veem no Pe. Chevalier o seu fundador. 

## Servo de Deus
Em 25 de maio de 2012 foi aberto o processo de beatificação de Jules Chevalier. Ele é, portanto, considerado um servo de Deus pela Igreja Católica.